# Maria Temrioukovna
Koutcheneï (en kabarde Гуащэней, en russe : Кученей), baptisée Maria Temrioukovna (en russe : Мари́я Темрюко́вна), née vers 1544 et morte le 1er septembre 1569, est une tsarine russe d’origine circassienne, seconde femme d’Ivan IV de Russie dit le Terrible.

## Biographie
La princesse Koutcheneï est une fille du prince tcherkesse Idarov Temriouk.
Elle a été présentée à Ivan à Moscou après la mort de sa première épouse, Anastasia Romanovna. Ivan, séduit par sa beauté, décide de l’épouser immédiatement. Koutcheneï, qui est musulmane, se convertit à l’orthodoxie et reçoit comme prénom Maria lors de son baptême célébré par le métropolite Macaire. Le 21 août 1561, ils se marient, quatre jours avant le 31e anniversaire d’Ivan. Elle donne naissance le 21 mars 1563 à un fils, nommé Vassili comme son grand-père, mais il meurt le 3 mai de la même année. La tsarine meurt le 1er septembre 1569 à l’âge de 25 ans, après avoir régné huit ans aux côtés d’Ivan IV.

### Version controversée de l’histoire
Ivan regrette vite son mariage, car Maria est analphabète et ne s’est jamais pleinement intégrée à la façon de vivre moscovite. Maria était haïe par ses sujets, qui la croyaient manipulatrice et sorcière. Elle aurait incité Ivan à former les opritchniks. Des soupçons pèsent sur Ivan IV de l’avoir empoisonnée. Le tsar, en revanche, a torturé et tué nombre de ses sujets qu’il soupçonnait d’avoir assassiné la tsarine.